# Susan Chilcott
Pour les articles homonymes, voir Chilcott.
Susan Chilcott était une soprano britannique, née le 8 juillet 1963, décédée le 4 septembre 2003.

## Courte carrière
Décédée à quarante ans d'un cancer du sein, âge auquel les voix de soprano spinto commencent à peine à mûrir, Susan Chilcott n'aura pas eu le temps d'offrir à la postérité toute l'étendue de son formidable don. Invitée régulière de La Monnaie de Bruxelles mais aussi de Covent Garden à Londres, du Metropolitan Opera de New-York et de l'Opéra de Paris, Susan Chilcott aura laissé derrière elle le souvenir d'une artiste extrêmement douée, comme en témoignent ses nombreux succès.

## Décès
Opérée une première fois d'un cancer du sein en 2001, Susan Chilcott finit par y succomber moins de deux ans plus tard, laissant derrière elle un petit garçon qui sera adopté par le pianiste et présentateur de la BBC Radio3, Iain Burnside.
À la suite de son décès, la Société Royale Philharmonique de Londres en association avec le ténor Placido Domingo créa une Bourse d'études, destinée aux jeunes chanteurs en difficulté.

## Citations
Susan Chilcott était l'incarnation de la plus pure forme d'émotion vocale Antonio Pappano.
Susan Chilcott fut l'une des artistes les plus habitées qu'il me fut permis de rencontrer Philippe Boesmans.

## Rôles marquants
- Hermione dans Wintermärchen de Philippe Boesmans
- Ellen Orford dans Peter Grimes de Benjamin Britten
- La Gouvernante dans Le Tour d'écrou de Benjamin Britten
- Jenufa dans Jenufa de Leoš Janáček
- Katia dans Katja Kabanova de Leoš Janáček
- Fiordiligi dans Così fan tutte de Wolfgang Amadeus Mozart
- Lisa dans La Dame de pique de Piotr Ilitch Tchaïkovski
- Desdémone dans Otello de Giuseppe Verdi
- Mrs. Ford dans Falstaff de Giuseppe Verdi